# Johann Christoph Wagenseil

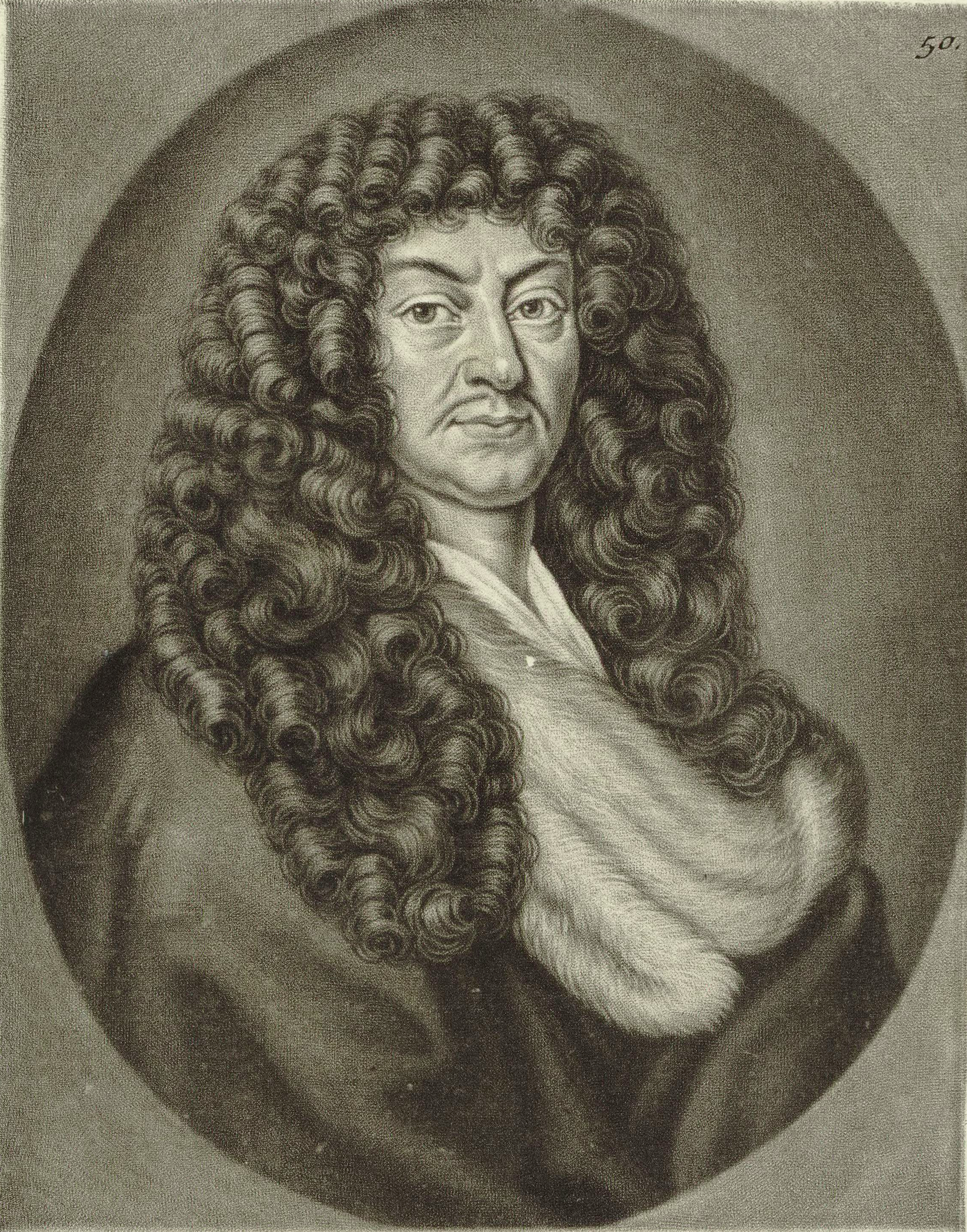
Johann Christoph Wagenseil

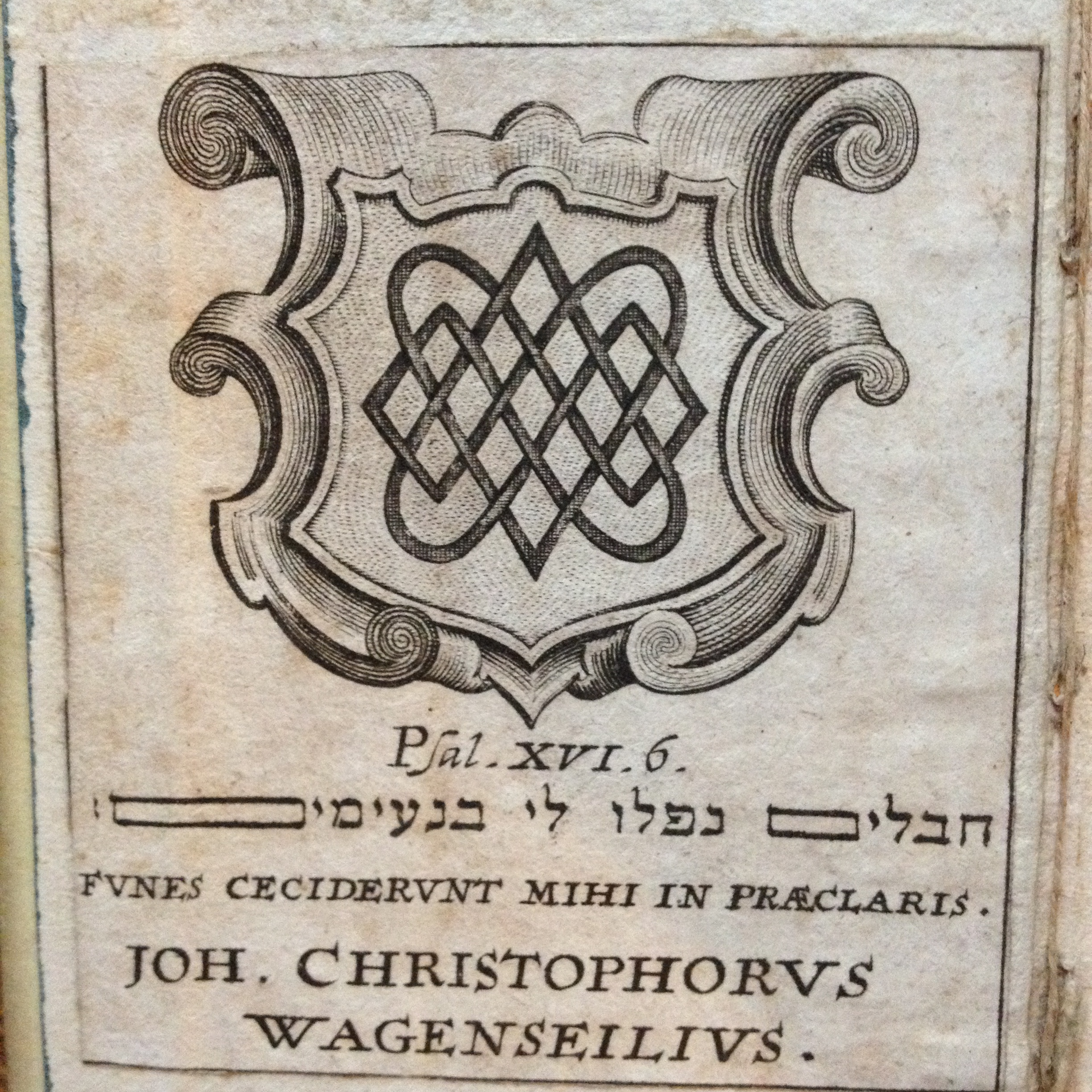
Exlibris des Johann Christoph Wagenseil

Johann Christoph Wagenseil (* 26. November 1633 in Nürnberg; † 9. Oktober 1705 in Altdorf) war ein deutscher Polyhistor, Rechtsgelehrter und Orientalist.

## Leben
Er studierte an der – im Jahre 1622 anerkannten – Universität Altdorf. Als Hofmeister und Erzieher der Prinzen war er für verschiedene adlige Familien in Bayern und Österreich in den Jahren 1654 bis 1667 tätig und unternahm mit seinen Schülern Bildungsreisen durch Europa und in den Vorderen Orient.
Im Jahr 1666 veröffentlichte er in Paris, zusammen mit dem königlichen Historiker Adrien Valois, die Dissertationes de Cena Trimalcionis nuper sub Petronij nomine vulgata. Darin argumentierte er u. a. damit, dass die von ihm in der Cena des Petronius festgestellten Hebraismen gegen die Echtheit des unlängst in Trau wiederentdeckten Fragmentes sprächen.
Zum Doktor der Rechte promovierte er an der Universität Orléans und wurde daraufhin im Jahre 1667 zum ordentlichen Professor für Geschichte und öffentliches Recht an die Universität in Altdorf berufen. Im selben Jahr wurde er Mitglied des Größeren Rates von Nürnberg. Den Lehrstuhl für Orientalistik an der Universität Altdorf übernahm er im Jahr 1674, im Jahr 1697 wurde ihm der Lehrstuhl für Kanonisches Recht übertragen.
Bekannt wurde er vor allem durch sein 1697 als Anhang zu einer Geschichte der Stadt Nürnberg veröffentlichtes Buch Von der MeisterSinger holdseligen Kunst. Dieses nutzte später Richard Wagner als wichtigste Quelle seiner monumentalen Oper Die Meistersinger von Nürnberg.
Originell ist seine Erfindung eines Gerätes zur Rettung aus Seenot, der sogenannten Hydraspis.

### Lehrer für Hebräisch
Außerdem betätigte er sich an der Universität Altdorf als einer der ersten Hebraisten. Als Lehrer für Hebräisch und Jüdische Literatur beschäftigte er Beer Perlhefter, der später eine wichtige Rolle im Sabbatianismus spielte. Dessen hochgebildete Frau Bella Perlhefter sollte Wagenseils Tochter Helena Sybilla im Zitherspiel und Tanz unterrichten. Wagenseil verfasste einige Schriften zur Verteidigung der Juden, übersetzte aber auch im Jahr 1681 mit den Tela Ignea Satanae (Die Feuerpfeile des Satans) eine Sammlung antichristlicher hebräischer Schriften ins Lateinische. Darin enthalten ist auch eine polemische Geschichte Jesu Christi, der Libellus Toldos Jeshu. Dort wird in Anlehnung an den römischen Philosophen Celsus behauptet, Jesus sei der Sohn eines römischen Legionärs namens Pandira und einer Hure.
Wichtig ist sein Beitrag zur Geschichte der Enzyklopädie, die Pera librorum juvenilium von 1695. Bei dieser handelte es sich um eine Sammlung des damals verbindlichen Schulwissens; frei übersetzt lautet der Titel Rucksack mit Büchern für die Jugend. Berühmt ist seine umfangreiche Sammlung insbesondere alter hebräischer Quellen.

### Mission unter Juden
Johann Christoph Wagenseil zeichnete sich vor allem durch seine dialogbereite und offene Haltung gegenüber dem Judentum aus, was damals eine Ausnahme darstellte. So wandte er sich auch mit Nachdruck gegen die „von obrigkeitlicher und kirchlicher Seite betriebenen Zwangsbekehrungen“. Von der biblisch-eschatologischen Vorstellung der „Hofnung der Erlösung Israelis“ motiviert, plädierte er aber auch für eine planmäßige Judenmission, die mit „größerm Nachdruck [als bisher] zu treiben“ sei. Dazu könnte man „Studiosi […] an Ort und Ende, wo Juden wohnhaft, als zuversichtliche Bekehrer ausschicken“, die sich in ihren „Disputationes“ mit jenen vor allem „mit Sanftmut“ „befleißigen“ sollten.

### Bibliothek
In Amsterdam erwarb er im Jahr 1666 die ersten seiner hebräischen Bücher, die den Grundstock seiner umfangreichen Bibliothek bilden sollten.
Seine umfangreiche Bibliothek vermachte er der Universität Altdorf und der Ratsbibliothek der Stadt Leipzig, die seit 1832 Stadtbibliothek Leipzig heißt. Da die Altdorfer Universitätsbibliothek im Jahre 1808 aufgelöst wurde, überführte man Wagenseils Bücher im Jahr 1818 in die Universität Erlangen, wo sie in den vorhandenen Buchbestand integriert wurden. Seine legendäre Bibliothek war damit nicht mehr auffindbar. Hermann Süß gelang es in den 1990er Jahren, die Bibliothek von Wagenseil anhand des kurz zuvor entdeckten Verkaufskatalogs nahezu vollständig zu rekonstruieren. Seine Büchersammlung bestand aus circa 300 Bänden, von denen etwa 150 in hebräischer Sprache verfasste Bücher von Juden für Juden waren. Weitere 55 Bände wurden von christlichen Hebraisten verfasst und 95 Bände waren philologische Literatur in den Sprachen Syrisch, Persisch, Äthiopisch, Arabisch, Griechisch und Japanisch.

### Tochter Helena Sybilla Wagenseilin
Seine gebildete Tochter Helena Sibylla Wagenseil (* 1669; † 1735) heiratete den Nürnberger Professor für Geschichte und Metaphysik Daniel Wilhelm Moller.

## Namensgefährten
Er ist nur entfernt verwandt mit Georg Christoph Wagenseil (* 1715; † 1777), einem sehr bekannten Komponisten in Wien, der lange für den Kaiserhof arbeitete und Lehrer von Johann Baptist Schenk war.
Gleiches gilt für den Schriftsteller Christian Jacob Wagenseil (* 1756; † 1839).

## Lateinische Werke

### Originalausgaben
- Sotah, Altdorf 1675 (eine lateinische Übersetzung des Talmudtraktats Sotah)
- De loco classico Gen. 49, 10., ad Ch. Arnoldum. Altdorf 1876. (Digitalisat)
- De loco classico Es. 7,14; Wagenseilius, Joh. Christophorus, Altdorfii Nor.: Schönnerstaedt, (1678) (Altdorf, Phil. Diss. 23. Okt. 1678) (Digitalisat)
- Ad Johannem Fechtium Joh. Christophori Wagenseilii de infundibuli sui occasione, consilio, & instituto dissertatio epistolica; In qua etiam asseritur Hydraspis. Simul fit praeparatio Judicii sanguinio ..., Altdorfii Noric., 1693. (Digitalisat)
- Pera librorum juvenilium, Altdorfii Noricorum, 1695
- Joh. Christophori Wagenseilii Doct. & in Acad. Altdorf. Prof. Exercitationes Sex Varii Argvmenti, Editio altera, Altdorfi[i] Noricorum, gedruckt von Jobst Wilhelm Kohles 1697. (Digitalisat)
- De sacri Rom. imperii libera civitate Noribergensi commentatio; Joh. Christophorus Wagenseilius; Acc. de Germaniae phonascorum. Von der Meister-Singer origine, praestantia, utilitate, et institutis sermone vernaculo liber, [Mit Portr.], Altdorfii Noricorum, gedruckt von Jobst Wilhelm Kohles 1697 (Digitalisat)
- Disputatio Circularis de Judæis, Altdorf, 1705. (Digitalisat)

### Moderne Ausgaben
- Tela ignea Satanae; Hoc est: arcani & horribiles Judaeorum adversus Christum Deum & christianam religionem libri anekdotoi. Joh. Christophorus Wagenseilius ex Europae Africaeque latebris erutos, in lucem protrusit. Additae sunt Latinae interpretationes, et duplex confutatio. Accedit Mantissa de LXX. hebdomadibus Danielis, Ausgabe: Altdorfi Noricorum: Schönnerstaedt 1681, Faksimile, Farnborough 1970

## Deutsche Werke

### Originalausgaben
- Belehrung der Jüdisch-Teutschen Red- und Schreibart, Königsberg 1699. (Digitalisat)
- Rabbi Moses Stendal's nach Jüdischer Rede-Art Vorlängst in Reimen Gebrachte Psalmen Davids, Leipzig 1700
- Johann Christof Wagenseils Denunciatio Christiana, oder Christliche Ankündigung wegen der Lästerungen, womit die Juden, unsern Heyland Jesum Christum, sonder Aufhören, freventlich schmähen, Altdorf 1703
- An alle hohen Regenten und Obrigkeiten, welche Juden unter ihrer Botmäßigkeit haben, 2. Auflage Berlin 1704. (Digitalisat)
- Der Adriatische Löw, Das ist, Kurtze Anzeigung, Von des Durchleuchtigen Venetianischen Adels gesammter Geschlechte Ursprung, Aufnahm, Wie auch Deren angebornen Stamm-Wappen : Aus Der Roem. Kays. Majestät Und Eines Löbl. Magistrats der Stadt Leipzig Bibliothecken, alten Jtalianischen Manuscriptis, wie auch einigen neuen Hülffs-Mitteln, entnommen / von Johann Christof Wagenseil, D. der Universität Altdorf Professore, und des Venetianischen Staats fördersten Academie de 'Ricovrati, oder der Geborgenen, Mitglied, Altdorf : Gedruckt ... von Jobst Wilhelm Kohles, 1704. (Digitalisat)
- Von Erziehung Eines Jungen Printzen, der vor allen Studiren einen Abscheu hat, Daß er dennoch gelehrt und geschickt werde : Es werden Gedancken beygefügt: Welcher Gestalt ein jeder Mensch, zu einer seinem Geschlecht, Alter, und Lebens-Beschaffenheit, wohl-anstehenden Wissenschafft in geistlichen und weltlichen Sachen, leicht anzuführen .../Von Johann Christof Wägenseilen Entworffen ..., Leipzig: Gedruckt von Johann Heinrich Richter, 1705 Digitalisat der Universitätsbibliothek Kiel
- Benachrichtigung wegen einigen die Juden angehenden wichtigen Sachen, Leipzig 1705 (postum)
- [Hofnung der Erlösung Israelis, oder Klarer Beweiß der annoch bevorstehenden, und, wie es scheinet, allgemach-herannahenden grossen Jüden-Bekehrung] Joh. Christophori Wagenseilii, J.U.D. Juris Canonici & Publici, nec non LL. Oriental. Prof. Publici Altdorfini, Hofnung der Erlösung Israelis, oder Klarer Beweiß der annoch bevorstehenden, und, wie es scheinet, allgemach-herannahenden grossen Jüden-Bekehrung : sammt unvorgreifflichen Gedancken, wie solche nächst Verleihung Göttlicher Hülffe zu befördern / Johann Christoph Wagenseil, Editio altera, priore in 8. multò correctior, & octo aliis rarioribus Beati Autoris Opusculis, quorum conspectum sequens pagina exhibebit, adaucta, Nürnberg 1707
- Joh. Christoph Wagenseils, hochberühmten Rechtsgelehrten Philologi zu Altorff, Dissertation von der Päpstin Johanna, erschienen in deutscher Übersetzung in: Friedrich Spanheim: Merckwürdige Historie der Päbstin Johanna aus d. Herrn von Spanheim latein. Diss. von d. Herrn Lenfant gezogen, ... nebst: Johann Christoph Wagenseil: Von der Päbstin Johanna ... hrsg. u. als ein Anhang in teutscher Sprache beygefüget worden. Franckfurth [u.a.], 1737, S. 437 ff. Universität Düsseldorf

darin die Einzelwerke:
- - Der bey denen Juden erregte Zweifel wegen Warheit ihrer Glaubens-Lehr. Das ist, Wie ein Christ in zufälliger Unterredung mit einen Juden sich zu verhalten hat, damit ihm ein Zweifel wegen der Warheit seiner Jüdischen Glaubens-Lehr erreget werde
  - Der Denen Juden fälschlich beygemessene Gebrauch Des Christen-Bluts, Das ist, Unwidersprechliche Widerlegung der entsetzlichen Unwarheit, Daß die Juden zu ihrer Bedürffnis Christen-Blut haben müssen, Welche so viel tausend dieser unschuldigen Leute, um Haab, Gut, Leib und Leben gebracht
  - Wolgemeinte Anzeig- und Erinnerung, Wie es gar leicht zu bewerckstelligen, Daß Die Juden forthin gäntzlich abstehen müssen, Die Christen mit Wuchern und Schinden zu plagen und in Armuth zu bringen
  - Kurtz-gefasster Bericht, Was es mit dem so übel beruffenen Jüdischen Gebeth Olenu, Welches an einigen Orthen ferner zu gebrauchen verwehret wird, für eine eigentliche Bewantnüs habe
  - Denunciatio Christiana, Oder Christliche Ankündigung, an alle Regenten, welche Juden unter ihrer Botmässigkeit haben, wegen der Lästerungen, womit die Juden unsern Heyland Jesum Christum sonder aufhören freventlich schmähen. Mit demütigst-flehentlicher Bitte, solchem Himmel-schreyenden Ubel dermaleins, Weilen es hohe Zeit, und dazu gar leicht seyn kan, um Gottes Willen zu wehren
  - Christliche Ankündigung an alle Hohe Regenten und Obrigkeiten, Welche Juden unter ihrer Bottmäßigkeit haben, wegen des Eingrifs, Welchen die Juden in Ihre Hoheiten, Regalien, und Jurisdiction zu thun, sich unterstehen
  - Ein Bedencken Uber die Frage: Ob ein guter Christ, mit unverletzten Gewissen, Einem Juden an seinem Schabbas, eine Handreichung thun möge? : An seinen vertrauten Freund Fulano
  - Bedencken, Ob ein Christ mit gutem Gewissen Seines verstorbenen Weibes Schwester, oder deren Schwester-Tochter zur Ehe nehmen könne
  - Freundliche Erinnerungen über die Christliche Vorstellung, welche der Denunciationi Christianæ von Jemand entgegen gesetzet worden

### Moderne Ausgaben
- Buch von der Meister-Singer Holdseligen Kunst. Johann Christoph Wagenseil (= Litterae. Bd. 38). Herausgegeben von Horst Brunner. Göppingen 1975, ISBN 3-87452-290-3 (aus: De civitate Noribergensi commentatio. Altdorf 1697).